# 許志銳
許志銳（1894年—1928年1月14日），粵北曲江白土下鄉村人。曾任國民革命軍第四軍廿六師師長。

## 生平
1912考入廣東陸軍小學，許志銳被編在16歲班級，同學有張發奎、薛岳、黃琪翔、陳芝馨、葉挺等，在校期間秘密加入國民黨。1914年陸軍小學畢業後，全班遷入武昌第二軍官預備學校。1926年7月參加北伐，許志銳的三十四團奉張發奎命留守瓊崖，並兼任瓊崖警備司令。1927年4月，許志銳升任國民革命軍第十一軍第十師副師長，率部北上入豫作戰。1928年1月第四軍在北上途中在五華歧嶺遇陳銘樞、陳濟棠部，激戰過後，兩陳敗北，但之後徐景唐、黃旭初前來支援，在五華潭下交火，1月14日許志銳陣亡。